# Цоко-Будинова къща
Цоко-Будиновата къща е стара, възрожденска къща в Копривщица, роден дом на поборника от Априлското въстание Цоко Будин.
Къщата не участва пряко в уличния силует на булеварда, тъй като е леко отдалечена от него, разположена в западния ъгъл на малък равен двор. До сградата може да се достигне чрез подлез в приземието на стопанската постройка на домакините. Строена по време на формирането на основите на копривщенската архитектура (1809 – 1830).
Като други къщи от този период и Цоко-Будиновата къща е строена с асиметричен план и конструкция. Пространственото устройство е постигнато посредством две стени, разположени кръстовидно. Двата ката на къщата са идентични със своите групи помещения: соба, пруст, в'къщи и одая зад отвода. Разликата между двата етажа се състои в това, че на приземието наместо одая има изба.
На горния кат къщата има кьошк, допълнително повдигнат с около 30 см, който освен това излиза чрез еркер над приземието. Парапетът на отвода и кьошкът са направени от вертикални дървени шинди. Прозорците на приземието имат решетъчна украса, а на горния етаж са снабдени с решетки. Напречните ребра на покрива се показват и се виждат заедно с малката стреха на къщата.
Къщата се намира на букевард „Хаджи Ненчо Палавеев“ № 41, но не е отворена за посещение, тъй като не е музей.